# Miroslav Enchev
Miroslav Enchev (tiếng Bulgaria: Мирослав Енчев; sinh 8 tháng 8 năm 1991) là một cầu thủ bóng đá Bulgaria thi đấu ở vị trí hậu vệ cho Cherno More Varna.

## Sự nghiệp
Ngày 16 tháng 1 năm 2018 Enchev gia nhập Cherno More Varna từ Vereya Stara Zagora. Ngày 17 tháng 2, anh ra mắt trong thất bại 1–4 trên sân nhà trước Beroe.

## Danh hiệu
Beroe Stara Zagora
- Cúp bóng đá Bulgaria: 2009–10